# Бобруйск (хоккейный клуб)
Бобру́йск (бел. Бабру́йск) — хоккейный клуб из Бобруйска, выступает в Открытом чемпионате Республики Беларусь по хоккею с шайбой «Париматч-Экстралига».

## История
В конце января 2017 года, в ходе выездного заседания по вопросу функционирования спортивных учреждений Бобруйска, было принято решение создать в городе собственный хоккейный клуб. Спустя месяц, 2 марта, состоялась регистрация Государственного учреждения "Хоккейный клуб «Бобруйск», учредителем которого является Бобруйский городской исполнительный комитет.
В дебютном сезоне-2017/18 принимал участие в Высшей лиге чемпионата Республики Беларусь, в сезонах-2018/19 — 2020/21 выступает в «Париматч-Экстралиге Б». В сезоне 2021/22 в связи с ликвидацией "Экстралиги Б" команда возвращается в "Высшую Лигу". В 2022 году ХК Бобруйск перестаёт существовать в связи с созданием базирующейся в Бобруйске команды МХЛ "Динамо-Шинник".

## Структура
В структуру учреждения входят профессиональная хоккейная команда «Бобруйск», детско-юношеская спортивная школа по хоккею с шайбой, СК «Бобруйск-Арена», гостиничный комплекс «Гостиный дом».